# Seznam evroposlancev iz Avstrije (2004–2009)
Seznam evroposlancev iz Avstrije v mandatu 2004-2009.

## Seznam

### B
- Maria Berger (Stranka evropskih socialistov)
- Herbert Bösch (Stranka evropskih socialistov)

### E
- Harald Ettl (Stranka evropskih socialistov)

### K
- Othmar Karas (Evropska ljudska stranka - Evropski demokrati)

### L
- Jörg Leichtfried (Stranka evropskih socialistov)
- Eva Lichtenberger (Skupina Zelenih-Evropska svobodna zveza)

### M
- Hans-Peter Martin (Neodvisni)
- Andreas Mölzer (Neodvisni)

### P
- Christa Prets (Stranka evropskih socialistov)

### R
- Reinhard Rack (Evropska ljudska stranka - Evropski demokrati)
- Karin Resetarits (Neodvisni, od 2005 Skupina zavezništva liberalcev in demokratov za Evropo)
- Paul Rübig (Evropska ljudska stranka - Evropski demokrati)

### S
- Karin Scheele (Stranka evropskih socialistov)
- Agnes Schierhuber (Evropska ljudska stranka - Evropski demokrati)
- Richard Seeber (Evropska ljudska stranka - Evropski demokrati)
- Ursula Stenzel (Evropska ljudska stranka - Evropski demokrati)
- Hannes Swoboda (Stranka evropskih socialistov)

### V
- Johannes Voggenhuber (Skupina Zelenih-Evropska svobodna zveza)